# شهرستان ضعین
شهرستان ضعین (به عربی: محلیة الضعین) یک منطقهٔ مسکونی در سودان است که در دارفور جنوبی واقع شده‌است.